# Джефферсон (Північна Кароліна)
Джефферсон (англ. Jefferson) — місто (англ. town) в США, в окрузі Еш штату Північна Кароліна. Населення — 1622 особи (2020).

## Географія
Джефферсон розташований за координатами 36°25′14″ пн. ш. 81°28′6″ зх. д. / 36.42056° пн. ш. 81.46833° зх. д. (36.420551, -81.468261).  За даними Бюро перепису населення США в 2010 році місто мало площу 5,36 км², з яких 5,35 км² — суходіл та 0,01 км² — водойми.

## Демографія
Згідно з переписом 2010 року, у місті мешкало 1611 осіб у 656 домогосподарствах у складі 380 родин. Густота населення становила 300 осіб/км².  Було 754 помешкання (141/км²).
Расовий склад населення:
| - 90,6 % — білих - 1,2 % — чорних або афроамериканців - 1,1 % — азіатів - 0,1 % — корінних американців - 6,1 % — осіб інших рас |

До двох чи більше рас належало 0,9 %. Частка іспаномовних становила 9,1 % від усіх жителів.
За віковим діапазоном населення розподілялося таким чином: 17,9 % — особи молодші 18 років, 52,9 % — особи у віці 18—64 років, 29,2 % — особи у віці 65 років та старші. Медіана віку мешканця становила 45,3 року. На 100 осіб жіночої статі у місті припадало 82,7 чоловіків;  на 100 жінок у віці від 18 років та старших — 77,7 чоловіків також старших 18 років.
Середній дохід на одне домашнє господарство  становив 38 605 доларів США (медіана — 27 174), а середній дохід на одну сім'ю — 44 626 доларів (медіана — 33 235). Медіана доходів становила 38 750 доларів для чоловіків та 29 732 долари для жінок. За межею бідності перебувало 33,5 % осіб, у тому числі 62,0 % дітей у віці до 18 років та 21,7 % осіб у віці 65 років та старших.
Цивільне працевлаштоване населення становило 434 особи. Основні галузі зайнятості: освіта, охорона здоров'я та соціальна допомога — 21,4 %, роздрібна торгівля — 14,5 %, виробництво — 14,3 %.